# 斯洛博達-庫斯托韋齊卡
49°42′42″N 28°24′2″E / 49.71167°N 28.40056°E
斯洛博達-庫斯托韋齊卡（烏克蘭語：Слобода-Кустовецька），是烏克蘭的村落，位於該國西南部文尼察州，由赫梅利尼克區負責管轄，始建於1710年，面積1.2平方公里，2001年人口242，人口密度每平方公里201.67人。